# Shalom Shabazi

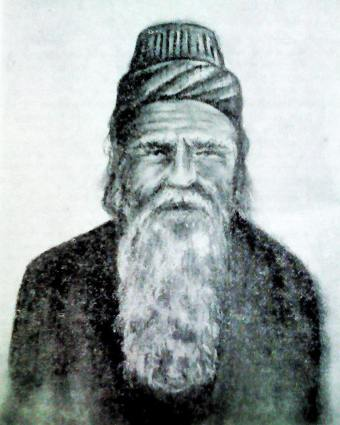
Ilustração de Shalom Shabazi

O Rabino Shalom ben-Joseph Shabazi (pronúncia: xalóm xabázi)שלום שבזי era um dos maiores poetas hebraicos do Iêmen e viveu em Sana no século XVII.
Sua poesia foi influenciada pelo misticismo judaico e é simbólica e misteriosa. Além de poesia litúrgica, escreveu poemas de louvor a pessoas ilustres, poemas de humor e poemas de amor.
O túmulo de Shabazi na cidade de Taíz é santificada pelos judeus e pelos  muçulmanos.